# Friends (album Sly & Robbie)
Friends – piętnasty album studyjny jamajskiej sekcji rytmicznej Sly & Robbie.
Płyta została wydana 24 marca 1998 roku przez amerykańską wytwórnię EastWest Records. Zaśpiewało na niej gościnnie wielu znanych wokalistów zarówno ze sceny muzyki reggae, jak i pop (m.in. Mick Hucknall, Ali Campbell, Maxi Priest). Produkcją nagrań zajęli się Dunbar i Shakespeare.
W roku 1999 krążek został uhonorowany nagrodą Grammy w kategorii najlepszy album reggae.

## Lista utworów
1. "Friday"
2. "Night Nurse" feat. Mick Hucknall
3. "Seems To Me I'm Losing" feat. Ali Campbell
4. "Only A Smile" feat. Maxi Priest
5. "You'd Be So Nice To Come Home To" feat. Liba
6. "Penny Lover" feat. Ambelique
7. "Theme From 'Mission: Impossible'"
8. "Candy Girl" feat. Danny Madden
9. "Ghetto Girl" feat. Mick Hucknall
10. "All This Love" feat. One Plus One
11. "Shoulder To Cry On" feat. Liba
12. "Satisfaction" feat. Ambelique
13. "Night Nurse (Jah Wobble Radio Mix)"
14. "Friday (Street Mix)"
15. "Candy Girl (Street Mix)"

## Muzycy
- Lloyd "Gitsy" Willis - gitara
- Robbie Shakespeare - gitara basowa, wokal w utworze "Friday"
- Sly Dunbar - perkusja
- Robert Lynn - keyboard

### Gościnnie
- Keith Richards - gitara w utworze "Satisfaction"
- Handel Tucker - keyboard w utworze "Candy Girl"
- Neville Hinds - keyboard w utworze "Theme From 'Mission: Impossible'"
- Brian Travers - saksofon w utworze "Seems To Me I'm Losing"